# HTTPS
HTTPS (аббр. от англ. Hyper Text Transfer Protocol Secure) — расширение протокола HTTP для поддержки шифрования в целях повышения безопасности. Данные в протоколе HTTPS передаются поверх криптографических протоколов TLS или устаревшего в 2015 году SSL. В отличие от HTTP с TCP-портом 80, для HTTPS по умолчанию используется TCP-порт 443.
Протокол был разработан компанией Netscape Communications для браузера Netscape Navigator в 1994 году.

## Принцип работы
HTTPS не является отдельным протоколом. Это обычный HTTP, работающий через шифрованные транспортные механизмы SSL и TLS. Он обеспечивает защиту от атак, основанных на прослушивании сетевого соединения — от снифферских атак и атак типа man-in-the-middle, при условии, что будут использоваться шифрующие средства и сертификат сервера проверен и ему доверяют.
По умолчанию HTTPS URL использует 443 TCP-порт (для незащищённого HTTP — 80). Чтобы подготовить веб-сервер для обработки https-соединений, администратор должен получить и установить в систему сертификат открытого и закрытого ключа для этого веб-сервера. В TLS используется как асимметричная схема шифрования (для выработки общего секретного ключа), так и симметричная (для обмена данными, зашифрованными общим ключом). Сертификат открытого ключа подтверждает принадлежность данного открытого ключа владельцу сайта. Сертификат открытого ключа и сам открытый ключ посылаются клиенту при установлении соединения; закрытый ключ используется для расшифровки сообщений от клиента.
Существует возможность создать такой сертификат, не обращаясь в центр сертификации. Подписываются такие сертификаты этим же сертификатом и называются самоподписанными (self-signed). Без проверки сертификата каким-то другим способом (например, звонок владельцу и проверка контрольной суммы сертификата) такое использование HTTPS подвержено атаке посредника.
Эта система также может использоваться для аутентификации клиента, чтобы обеспечить доступ к серверу только авторизованным пользователям. Для этого администратор обычно создаёт сертификаты для каждого пользователя и загружает их в браузер каждого пользователя. Также будут приниматься все сертификаты, подписанные организациями, которым доверяет сервер. Такой сертификат обычно содержит имя и адрес электронной почты авторизованного пользователя, которые проверяются при каждом соединении, чтобы проверить личность пользователя без ввода пароля.
В HTTPS для шифрования используется длина ключа 40, 56, 128 или 256 бит. Некоторые старые версии браузеров используют длину ключа 40 бит (пример тому — IE версий до 4.0), что связано с экспортными ограничениями в США. Длина ключа 40 бит не является надёжной. Многие современные сайты требуют использования новых версий браузеров, поддерживающих шифрование с длиной ключа 128 бит, с целью обеспечить достаточный уровень безопасности. Шифрование с длиной ключа 128 бит значительно затрудняет подбор паролей и доступ к личной информации.
Традиционно на одном IP-адресе может работать только один HTTPS-сайт. Для работы нескольких HTTPS-сайтов с различными сертификатами применяется расширение TLS под названием Server Name Indication (SNI).
На 17 июля 2017 года 22,67 % сайтов из списка «Alexa top 1,000,000» используют протокол HTTPS по умолчанию. HTTPS используется на 4,04 % от общего числа зарегистрированных российских доменов.

## Идентификация в HTTPS

### Идентификация сервера
HTTP/TLS-запросы генерируются путём разыменования URI, вследствие чего имя хоста становится известно клиенту. В начале общения сервер посылает клиенту свой сертификат, чтобы клиент идентифицировал его. Это позволяет предотвратить атаку посредника. В сертификате указывается URI сервера. Согласование имени хоста и данных, указанных в сертификате, происходит в соответствии с протоколом RFC2459.
Если имя сервера не совпадает с указанным в сертификате, то пользовательские программы, например браузеры, сообщают об этом пользователю. В основном, браузеры предоставляют пользователю выбор: продолжить незащищённое соединение или прервать его.

### Идентификация клиента
Обычно сервер не располагает информацией о клиенте, достаточной для его идентификации. Однако для обеспечения повышенной защищённости соединения используется так называемая «two-way authentication». При этом сервер после подтверждения его сертификата клиентом также запрашивает сертификат. Таким образом, схема подтверждения клиента аналогична идентификации сервера.

### Совместное использование HTTP и HTTPS
Когда сайты используют смешанную функциональность HTTP и HTTPS, это потенциально приводит к информационной угрозе для пользователя. Например, если основные страницы некоторого сайта загружаются, используя HTTPS, а CSS и JavaScript загружаются по HTTP, то злоумышленник в момент загрузки последних может подгрузить свой код и получить данные HTML-страницы. Многие сайты, несмотря на такие уязвимости, загружают контент через сторонние сервисы, которые не поддерживают HTTPS. Механизм HSTS позволяет предотвратить подобные уязвимости, заставляя принудительно использовать HTTPS-соединение даже там, где по умолчанию используется HTTP.

### Атаки с использованием анализа трафика
В HTTPS были обнаружены уязвимости, связанные с анализом трафика. Атака с анализом трафика — это тип атаки, при которой выводятся свойства защищённых данных канала путём измерения размера трафика и времени передачи сообщений в нём. Анализ трафика возможен, поскольку шифрование SSL/TLS изменяет содержимое трафика, но оказывает минимальное влияние на размер и время прохождения трафика. В мае 2010 года исследователи из Microsoft Research и Университета Индианы обнаружили, что подробные конфиденциальные пользовательские данные могут быть получены из второстепенных данных, таких, например, как размеры пакетов. Анализатор трафика смог заполучить историю болезней, данные об использовавшихся медикаментах и проведённых операциях пользователя, данные о семейном доходе и пр. Всё это было произведено несмотря на использование HTTPS в нескольких современных веб-приложениях в сфере здравоохранения, налогообложения и других.

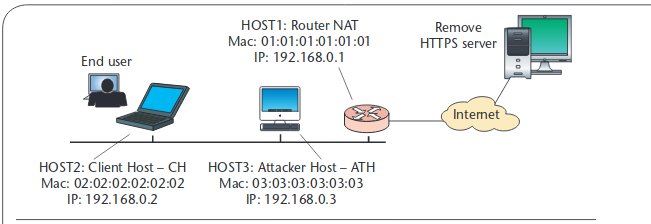
Рис.1 Стандартная конфигурация сети. Пользователь на хосте клиента (CH) хочет осуществить безопасную транзакцию, но уязвим для атаки «человек в середине».

### Атака посредника
При атаке посредника используется то, что сервер HTTPS отправляет сертификат с открытым ключом в браузер. Если этот сертификат не заслуживает доверия, то канал передачи будет уязвимым для атаки злоумышленника. Такая атака заменяет оригинальный сертификат, удостоверяющий HTTPS-сервер, модифицированным сертификатом. Атака проходит успешно, если пользователь пренебрегает двойной проверкой сертификата, когда браузер отправляет предупреждение. Это особенно распространено среди пользователей, которые часто сталкиваются с самозаверенными сертификатами при доступе к сайтам внутри сети частных организаций.
На рис. 1 представлена ситуация, когда злоумышленник является шлюзом между клиентом, осуществляющим безопасную транзакцию, и сервером. Таким образом через злоумышленника проходит весь трафик клиента и он может перенаправить его по своему усмотрению. Здесь делаются следующие шаги:
1. Злоумышленник встраивается между клиентом и сервером;
2. Пересылает все сообщения от клиента серверу без изменений;
3. Перехват сообщений от сервера, посланных по шлюзу по умолчанию;
4. Создание самозаверенного сертификата и подмена им сертификата сервера;
5. Отправление ложного сертификата клиенту;
6. Когда клиент подтвердит сертификат, будут установлены защищённые соединения: между злоумышленником и сервером и другое — между злоумышленником и клиентом.

В итоге такой атаки клиент и сервер думают, что осуществляют безопасное соединение, однако злоумышленник теперь также имеет закрытый ключ и может расшифровать любое сообщение в канале.